# Аналитичка филозофија
Аналитичка филозофија је скуп различитих методологија и филозофских тенденција. Није тешко идентификовати аналитичке филозофе, али није лако утврдити критеријуме који су довели до тог закључка. Аналитичка филозофија је понекад добијала етикете типа Оксфордска филозофија, или лингвистичка филозофија. Сличне етикете су прилично неразумљиве, будући да се не ради о изричито филозофској школи, ни доктрини, нити се састоји од скупа јасно дефинисаних филозофских пропозиција. Иако већи дио аналитичке филозофије припада Уједињеном Краљевству и Сједињеним Америчким Државама, значајан допринос долази из других земаља, као што су Аустралија, Нови Зеланд и скандинавске земље.
Коријени који вежу њене почетке за почетак 20. вијека, приписују се дјелу енглеског филозофа Мура. У дјелу Principia Ethica, Мур тврди да је предикат „добро“, који дефинише област интересовања етике, „прост, неаналитичан и немогуће га је дефинисати“. По њему, многе потешкоће с којима се сусреће етика, али и генерално филозофија, долазе од покушаја да се да одговор на питања, без претходне анализе које је то питање на које се жели дати одговор. Стога та питања захтијевају претходну анализу и разјашњавање. Филозофи ове традиције су се генерално слагали са Муром у тврдњи да је задатак анализе разјашњавање филозофских учења. Њихове разноврсне методе, састоје се од креирање симболичких језика, детаљније анализе обичног говора, различите предмете разјашњавања, укључујући концепте као што су природни закони, појмови из физике, (маса, сила, испитљивост и провјерљивост), па све до свакодневних појмова као што су одговорност и различити погледи на свијет. Од самог зачетка аналитичка филозофија се специјализовала и оријентисала на рјешавање филозофских проблема. Практично не постоји већи филозофски проблем на који аналитички филозофи нису покушали дати одговор.
Развој аналитичке филозофије, почетком 20. вијека, био је под значајним утицајем новоформиране математичке логике. Иако у историји филозофије, постоји антиципација ове врсте логике међу Стоицима, њене модерне форме немају паралелу у филозофији, што се може поткријепити чињеницом да је настала у уској вези са математиком и науком. Многи филозофи су сматрали комбинацију логике и науке, као модел који филозофска учења треба да слиједе, док су други одбацили или минимизовали његову корист за третирање филозофских проблема. Тако је 20. вијек свједок двије различите струје анализе, једне која потенцира формалистичке (логичке) технике, а друга неформалистичке из обичног језика. Такође, било је много филозофа који су били под утицајем и једног и другог приступа. Иако је у принципу, анализу могуће усмјерити и примијенити на било који предмет, њен централни фокус, већим дијелом 20. вијека, био је језик, нарочито представа о значењу и референцијама. Етика, естетика, религија и право, такође су биле теме интересовања, али далеко мање од језика. У посљедњој четвртини 20. вијека, са значења и референција, тежиште интересовања се премјестило на проблеме везане за људски ум, укључујући природу менталних процеса, као што су размишљање, расуђивање, перцепција, вјеровање, намјера, као и производи тих процеса, укључујући представу, значења и визуелне слике. У исто вријеме, интензиван рад се наставио на пољу теорије референција, а добијени резултати у том пољу, пренесени су на анализу ума.

## Историја
У раном 20. веку енглески филозофи Бертранд Расел и Џорџ Едвард Мур су користили концептуалну анализу да критизирају тада доминантни облик хегелијанизма, одбијајући његов идеализам и опскурност. Њихов приступ је био оснажен кретањем позитивистичко оријентисаних континенталних филозофа у земље енглеског говорног подручја у првој половини века. Аналитичка филозофија после 2. светског рата касније је отишла у неколико смерова укључујући одбацивање формалне анализе науштрб детаљног проучавања природног језика, истрага логичких темеља језика и обновљен интерес у етичке импликације аналитичке методе.

### Надмоћност логике
Готлоб Фреге и Едмунд Хусерл су биле кључне фигуре у филозофији математике раног двадесетог века. Хусерлова Филозофија Математике, инспирисана учењима Карла Вајерштраса, покушавала је да покаже да концепт кардиналног броја, добијен од конкретних чинова груписања објеката и њихових бројања, је темељ аритметике. Хусерлов приступ је био строго осуђен као психологизам у једној рецензији Фрегеа који је имао поглед да математика и логика имају своју ваљаност независну од осуда и менталних стања појединих математичара и логичара. Фрегеово властито дело „Појмовно писмо” је развило концепте специфичног облика модерне логике кориштењем идеја смисла и значења. Фреге је даље развио своју филозофију логике и математике у „Темељима аритметике” и „Основним законима аритметике” где даје алтернативу психологистичком концепту броја.
Бертранд Расел и Алфред Норт Вајтхед су покушали да покажу да је математика сведива на фундаменталне логичке принципе. Њихова „Principia Mathematica” (1919—1913) је охрабрила многе филозофе да се поновно заинтересују за развој симболичке логике. То је заузврат допринело еволуцији логичког позитивизма који је користио формална логичка оруђа да подупре емпиристички исказ нашег света. Филозофи као Рудолф Карнап и Ханс Рајхенбах са осталим члановима Бечког круга сматрали су да су истине логике и математике таутологије и да таутологије заједно са проверљивим емпиријским тврдњама конституишу цео свемир смислених судова; све остало је, строго говорећи, бесмислено (у шта спадају нпр. тврдње етике, естетике и теологије). Инсистирање Карла Попера на улози фалсификације у филозофији науке је била реакција на логички позитивизам.

## Формалистичка традиција

### Формализам и природни језици
Део аналитичког приступа је разјашњење филозофских проблема проучавањем језика који их изражава. Две главне струје пролазе кроз ту традицију: формализам и природни језици.
Прва струја жели да разуме језик, и стога филозофске проблеме, кориштењем формалне логике тј. жели да формализује начин формирања филозофских тврдњи. Овај поглед је преузет у многим формулацијама, укључујући симболичку логику, која претпоставља примарну важност смисла и референце у стварању значења, као и теорем некомплетности Курт Гедела, теорија одређених описа Бертранда Расела, теорија фалсификације Карла Попера и семантичка теорија истине Алфреда Тарскија.
Друга струја жели да разуме филозофске идеје брижним и темељитим проучавањем природног језика који их изражава – често са нагласком на важности здравог разума у опхођењу са тешким концептима.
Те се две струје испреплећу, понекад непомирљиво у опозицији, понекад идентичне. У славном случају, Витгенштајн је започео у формалистичкој струји, али завршио у струји природног језика.

### Логички атомизам
Први већи напредак у формалистичкој традицији веже се за метафизичку теорију или логички атомизам, који је настао из математичке логике енглеског филозофа Бертрана Расела. Раселово дјело о којем је ријеч, базирало се дијеломично на раним биљешкама његовог тада већ бившег ученика Лудвига Витгенштајна. У монографији из 1918. године, The Philosophy of Logical Atomism, Расел је цитирао Витгенштајна као творца многих од теорија које се у њој садрже. Витгенштајн се прикључио аустријској војсци када је почео Први свијетски рат, и Расел је отада изгубио сваки контакт с њим. Витгенштајн није сазнао за Раселово верзију логичког атомизма све до послије рата. Витгенштејнова верзија под насловом Tractatus Logico-Philosophicus, коју је написао за вријеме рата, објављена је 1922. године.
И Расел и Витгенштајн су вјеровали да математичка логика може разоткрити основну структуру стварности, структуру која је скривена у обичном, свакодневном језику.
Своју аналитичку методу Расел је применио у сврху решавања различитих филозофских проблема. Један од у то време значајнијих проблема је био проблем референције непостојећих предмета. Расел је узео пример реченице: „Садашњи краљ Француске је ћелав.” Ова реченица је очито крива, јер Француска нема краља. Што би значило да негација ове реченице треба да твори истиниту реченицу. Међутим, негација ове реченице гласи „Садашњи краљ Француске није ћелав.” - што је исто тако неистинито. У Раселово време постојала је теорија референције по којој све речи реферирају на некакве објекте, тако се сматрало да у раније поменутом примеру израз „садашњи краљ Француске” очито не реферира на нешто што постоји у нашем свету (егзистира), него се узимало да оно постоји на неки други начин (субзистира). То реферирање на субзистентне ентитете (који постоје објективно, само на друкчији начин од свакидашњих објеката које можемо перципирати) је омогућило убрајање свакојаких чудних предмета у нашу онтологију (попут округлих квадрата, дрвених жељеза и томе слично). Расел се није слагао с том теоријом. Он је сматрао да не постоје такви субзистентни предмети на које наше речи реферирају. У ту сврху развио је своју теорију одређених описа. Према тој теорији изрази попут „садашњи краљ Француске”, „пегаз”, „змај” итд. су заправо скривени описи. Према Раселу реченицу „Садашњи краљ Француске је ћелав” би требало протумачити на следећи начин:
Постоји тачно једна особа која је краљ Француске и та особа је ћелава (симболички записано: ∃x[(Kx & ∀y(Ky → y=x)) & Bx]). Кад је та реченица исказана као егзистенцијална тврдња онда се може видети да није неопходно обавезивање на постојање субзистентних предмета. Јер негација претходне реченице гласи „не постоји таква особа која је краљ Француске и која је уједно ћелава.” Другим речима својом теоријом одређених описа Расел је омогућио смислено говорење о неопстојућим предметима, без обавезивања на њихово постојање.

## Савремене тенденције
Савремени аналитички филозофи су углавном интелектуални насљедници Расела, Мура и Витгенштајна, групе филозофа, који су се свјесно бавили ”филозофском анализом”, почетком XX вијека. Анализа, онако како су је схватали Расел и Мур, се не бави језиком „пер се“, него концептима и пропозицијама. С њихове тачке гледишта, анализа је инструмент од виталног значаја, путем којег се разоткрива стварна структура свијета. Витгенштајн у свом дјелу, Tractatus Logico-Philosophicus (1921), тврди индиректно, да структура језика разоткрива структуру свијета; по њему сваки значајан језички израз се може разложити на атомске састојке, који у свом крајњем облику представљају прочишћене састојке стварности. У свом каснијем дјелу, Витгенштејн одбацује ову „трактанијанску“ визију, која је упркос томе имала значајан утицај на Бечки Круг двадесетих година, као и на каснији развој логичког позитивизма, тридесетих и четрдесетих година XX вијека.
Карнап и Ајер, обојица представници позитивизма, бранили су став по којем задатак филозофије није разоткривање елузивних метафизичких истина, него анализа научних хипотеза и теорија.